# صالون مغربي
صالون مغربي أو صالة مغربية تقليدية هو مكان تقليدي داخل المنازل المغربية، يضم مجموعة من الأثاث الفاخر ويُعد مساحة نموذجية للتواصل الاجتماعي.
يُعتقد أن تصميمه مستوحى من عمارة مغربية أندلسية، ويُستخدم بشكل رئيسي لاستقبال الضيوف وخدمتهم. العنصر الرئيسي والأساسي هو سدادر، وهو عبارة عن أريكة كبيرة، مرتبة على شكل حرف L أو U. بشكل عام يقع الصالون المغربي عند مدخل المنزل، بعيدًا عن المساحات الخاصة مثل غرفة النوم.